# Pseudorasbora parva
Амурски Чебачок (лат. Pseudorasbora parva назива се и безрибица) је риба из фамилије Cyprinidae, којој је основно станиште Азија. Појавила се 60-их година 20. века у барама Румуније одакле је прешла у Дунав ширећи се целом Европом. Инвазиона је врста и носилац паразита Sphaerothecum destruens.
Мала је риба дужине између 8 и 8,5 cm (изузетно до 11 cm). Има издужено, благо спљоштено тело. Живи до 4 године, полно је зрела са годину дана старости. Мрести се од почетка јуна до почетка августа, женка полаже око 3.000 јаја на стене или гране, али не све одједном. Мужјак чува гнездо.
Хране се микроорганизмима, ларвама водених инсеката и неким биљкама, а понекад напада и гризе друге рибе. 